# Jogador (DC Comics)
O Jogador é um supervilão do Universo DC, encarnado por Steven Sharpe III. A versão original surgiu em 1944 como um inimigo do Lanterna Verde. Ele foi também um dos membros fundadores da Sociedade da Injustiça, que muitas vezes enfrentou a Sociedade da Justiça da América. Após sua morte, o neto Steven Sharpe V assumiu o lugar do vilão.

## Steven Sharpe III
Um dia depois de sua formatura na faculdade, o jovem Steven Sharpe III pediu em casamento sua amiga Helen, que rejeitou a proposta exigindo que ele comprovasse não ser um jogador compulsivo como seu pai e avô. Quando Helen fugiu com um garoto da cidade que tinha ganhado na loteria, Steven deixou seu emprego, decidido a fazer uma nova vida, e, ao encontrar um carro blindado acidentado na rua, decidiu roubar o dinheiro que havia se espalhado, e jurou que, a partir daquele momento, tomaria para si tudo o que desejasse.
Convencido de que a única coisa que importou na sua vida foi a sorte, e de que pessoas com sorte são aquelas que se arriscam, Steven iniciou sua nova jornada como o Jogador.
Durante vários anos, Steven frequentou o circo, aprendendo a arte da maquiagem e do disfarce, e ficando perito com o lançamento de facas e o uso de pistolas.
Embarcando finalmente em uma carreira de crimes, o Jogador rapidamente tornou-se um dos criminosos mais procurados no país.
O Jogador obteve sucesso como criminoso. Começou a roubar trens e bancos em pequenas cidades, mas ficou entediado e expandiu sua atividade às grandes cidades do leste e foi notado na Cidade de Gotham pelo Lanterna Verde quando estava ao lado do seu próprio cartaz de procurado. O Jogador escapou do Lanterna Verde algumas vezes usando uma pistola compacta modificada que podia disparar, além de balas, amônia e gás sonífero. O Lanterna Verde finalmente conseguiu capturá-lo em uma corrida de cavalos em que o criminoso estava apostando. O Jogador foi preso na Penitenciária de Gotham.